# Анришмон
Анришмо́н (фр. Henrichemont) — коммуна во Франции, находится в регионе Центр. Департамент — Шер. Главный город кантона Анришмон. Округ коммуны — Бурж.
Код INSEE коммуны — 18109.
Коммуна расположена приблизительно в 175 км к югу от Парижа, в 85 км юго-восточнее Орлеана, в 27 км к северу от Буржа.

## Население
Население коммуны на 2008 год составляло 1800 человек.
| 1962 | 1968 | 1975 | 1982 | 1990 | 1999 | 2008 |
| ---- | ---- | ---- | ---- | ---- | ---- | ---- |
| 1809 | 1973 | 1894 | 1826 | 1845 | 1829 | 1800 |

## Администрация
| Период | Период | Фамилия        | Партия                         | Примечания                           |
| ------ | ------ | -------------- | ------------------------------ | ------------------------------------ |
| 1971   | 1995   | Жозеф Геган    | Союз за французскую демократию | член генерального совета (1979—2004) |
| 1995   | 2001   | Жильбер Дюмон  | беспартийный                   |                                      |
| 2001   | 2008   | Сильви Шадела  |                                |                                      |
| 2008   | 2014   | Жан-Клод Морен | Союз за народное движение      | член генерального совета (с 2008)    |

## Экономика
В 2007 году среди 1011 человек в трудоспособном возрасте (15-64 лет) 711 были экономически активными, 300 — неактивными (показатель активности — 70,3 %, в 1999 году было 67,0 %). Из 711 активных работали 625 человек (322 мужчины и 303 женщины), безработных было 86 (39 мужчин и 47 женщин). Среди 300 неактивных 72 человека были учениками или студентами, 129 — пенсионерами, 99 были неактивными по другим причинам.

## Достопримечательности
- Дом «Сюлли» (1609 год). Исторический памятник с 1955 года[3]
- Мастерские и гончарные печи в деревне Ла-Борн (XIX—XX века). Включает в себя центр современной керамики, музей Ivanoff, музей традиционной керамики и выставочные залы местных гончаров. Исторический памятник с 1996 года[4]
- 16 кресел со спинкой в приходской церкви (XVIII век). Исторический памятник с 2011 года

## Фотогалерея

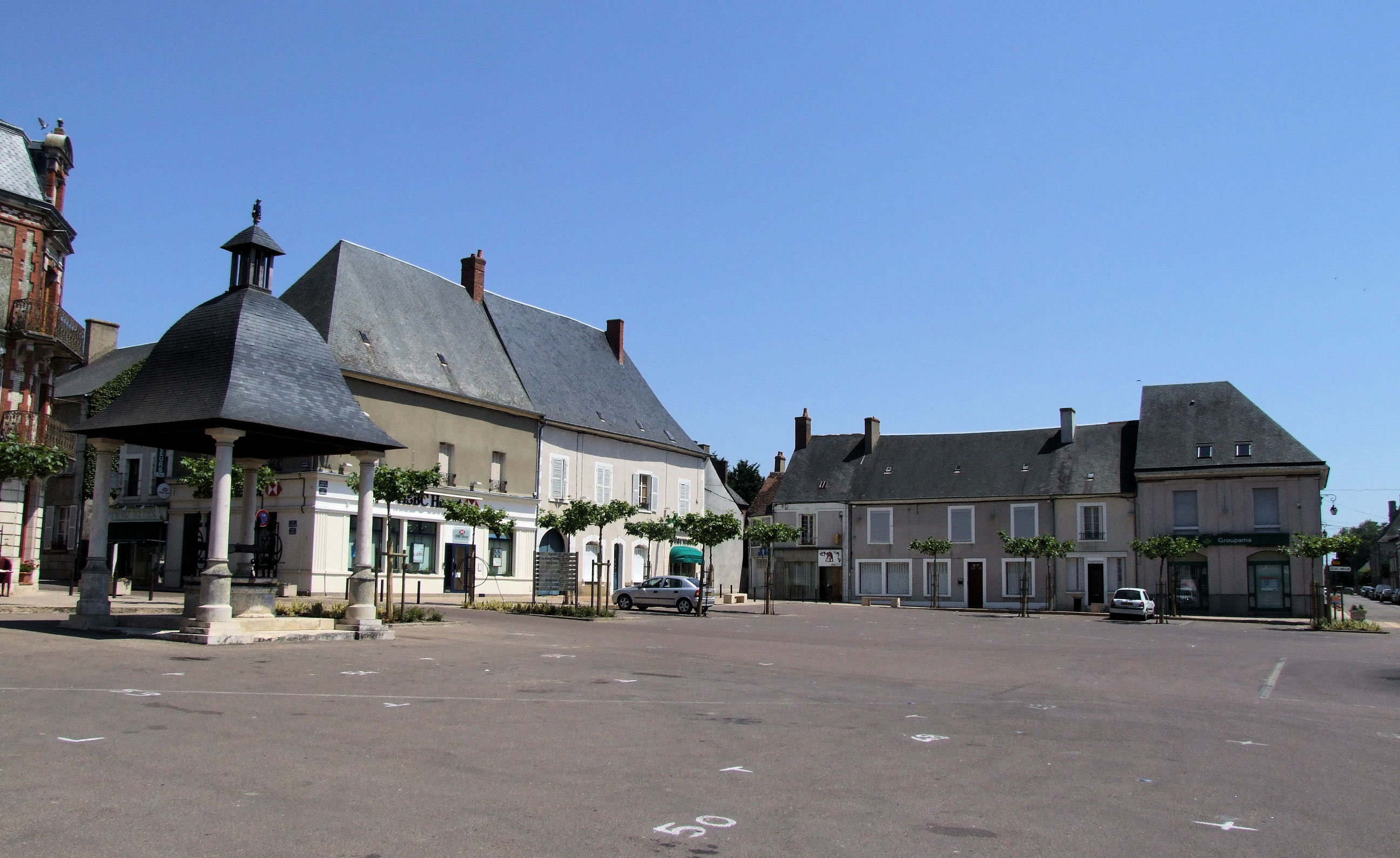
Центральная площадь
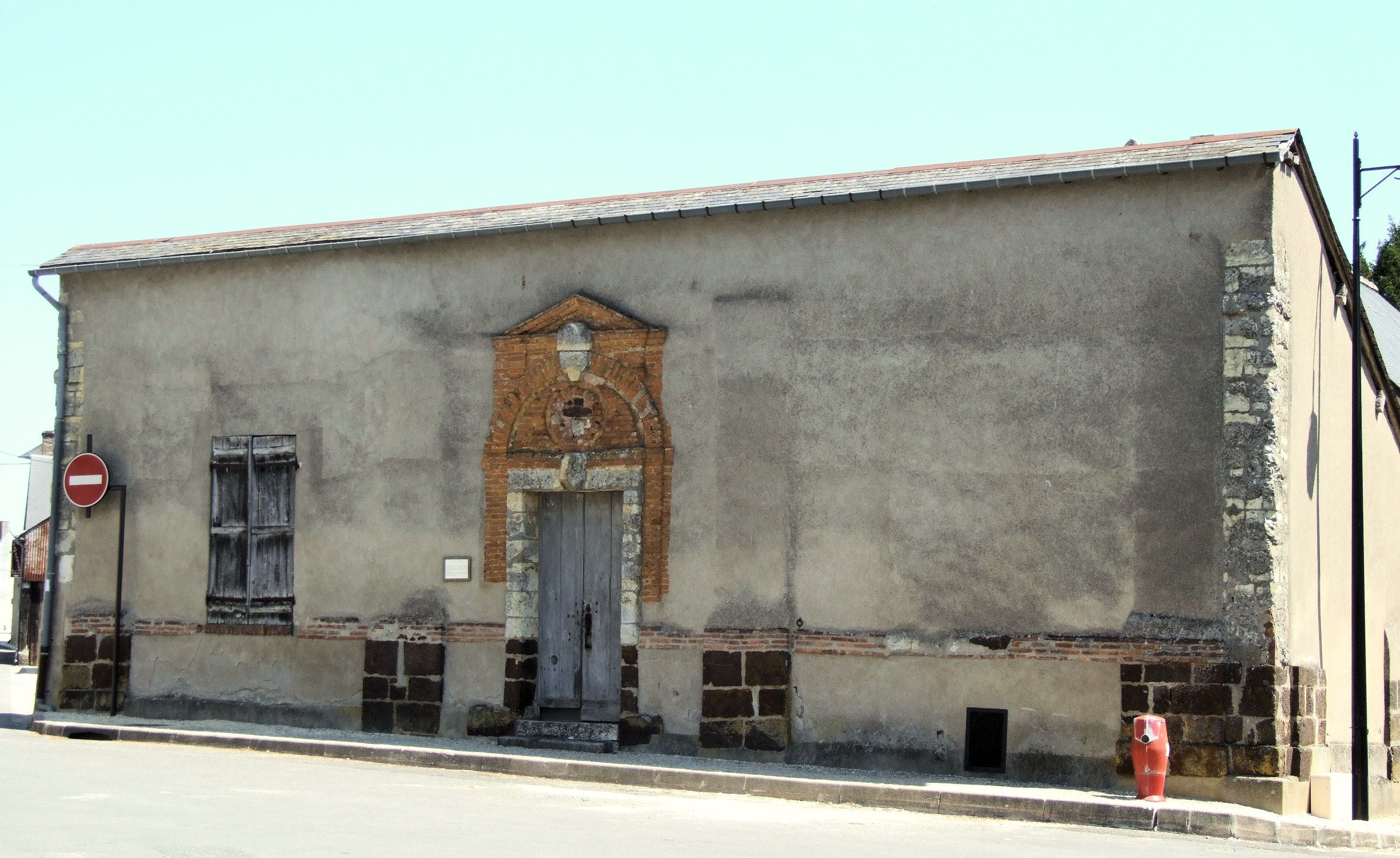
Бывший королевский монетный двор
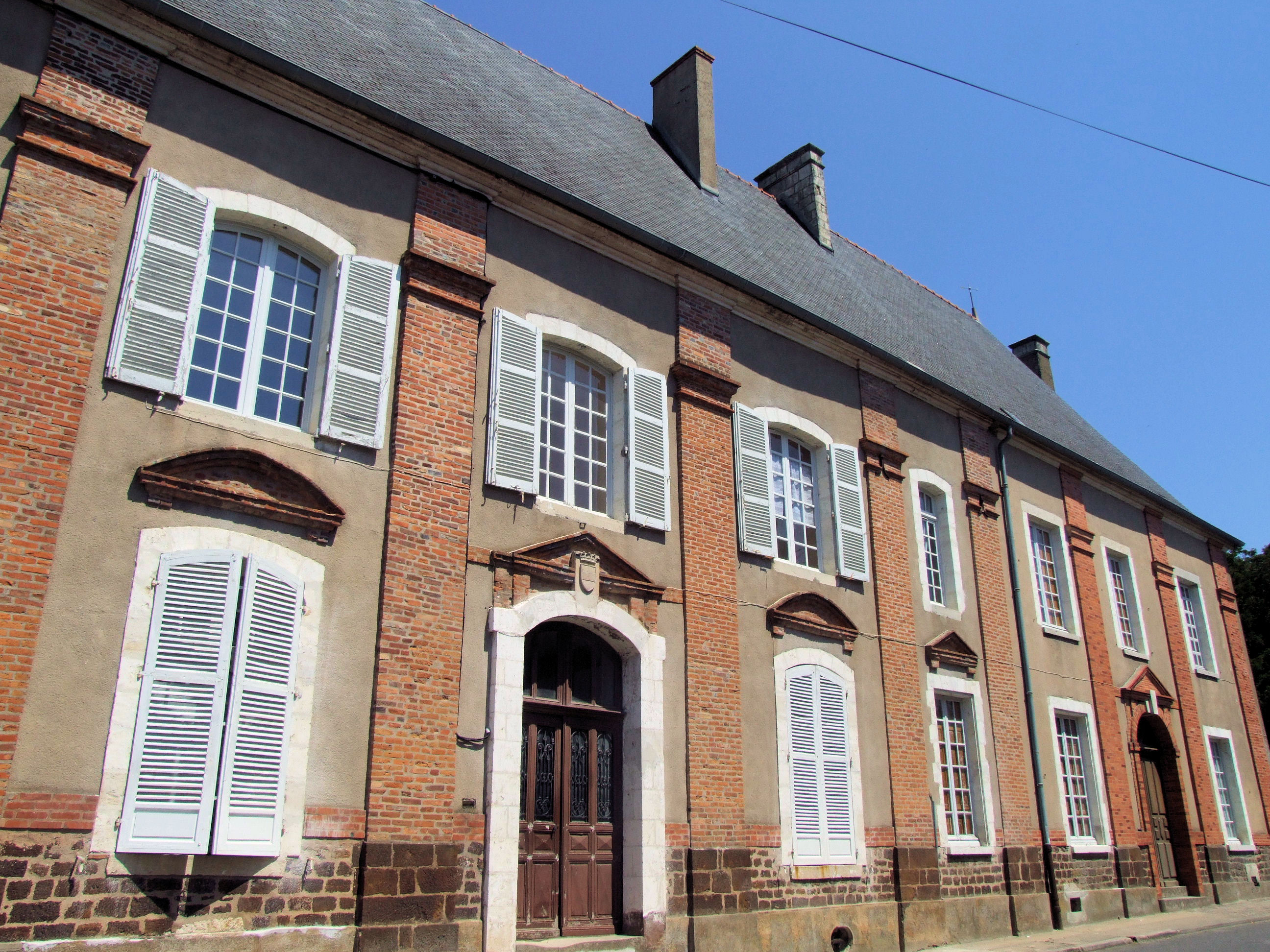
Дом «Сюлли»
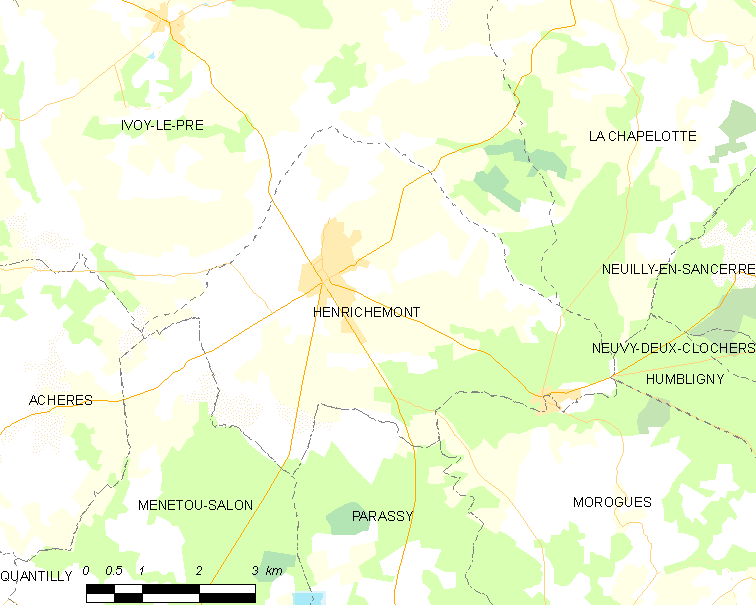
Карта коммуны